# アレクシーナ・デュシャン

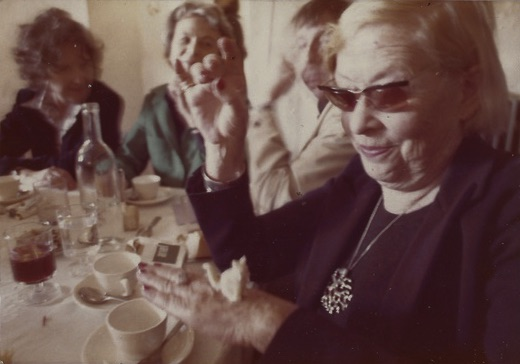
アレクシーナ・デュシャン（1970-1979年）

アレクシーナ・“ティーニー”・デュシャン（Alexina "Teeny" Duchamp、1906年1月6日 - 1995年12月20日）は、アンリ・マティスの息子の美術商ピエール・マティスの最初の妻、および、画家マルセル・デュシャンの2番目の妻である。

## 若年期
1906年1月6日にオハイオ州シンシナティでアレクシーナ・サトラー(Alexina Sattler)として生まれた。父は外科医のロバート・サトラーで、アレクシーナは末っ子だった。生まれたときに低体重だったことから、母アグネス・ミッチェルが「ティーニー」（Teeny、「非常に小さい」の意）という愛称を付けた。

## パリでの生活とピエール・マティスとの結婚

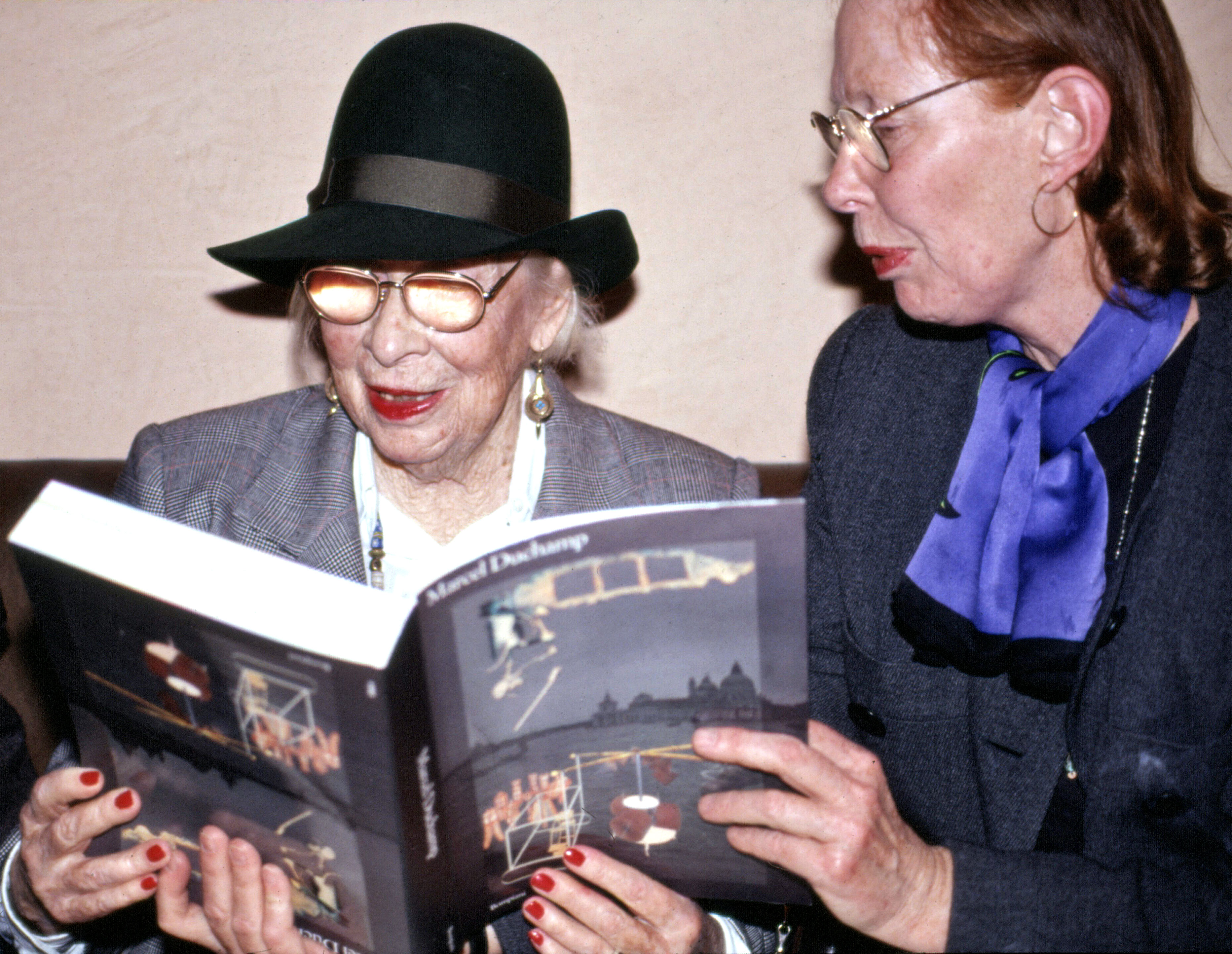
娘のジャクリーヌ（右）と

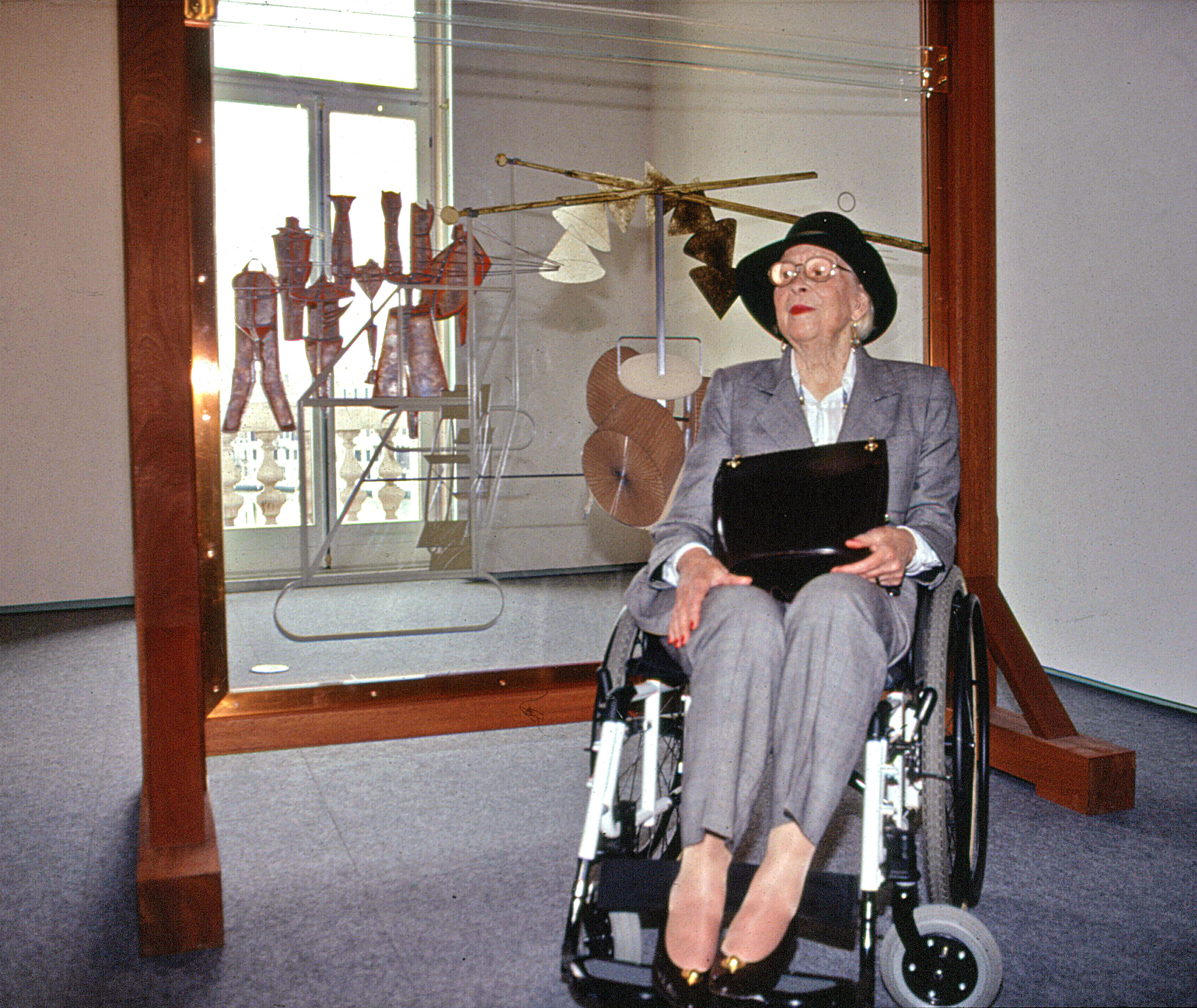
ベニスのグラッシ館にて（1993年）

アレクシーナは芸術家になることを志して1921年にフランス・パリへ渡り、アカデミー・ドゥ・ラ・グランド・ショミエールでコンスタンティン・ブランクーシから彫刻を学んだ。1923年、親友の母親であるアメリカ人彫刻家マリエット・ミルズが主催した舞踏会にて、アレクシーナはマルセル・デュシャンと初めて出会った。
1929年、アレクシーナは、画家アンリ・マティスの息子で美術商のピエール・マティスと結婚した。ピエールとの間には、ポール、ジャクリーヌ（ジャッキー）、ピーターの3人の子供をもうけた。1938年には、義父アンリ・マティスがアレクシーナの肖像スケッチを多数描いた。第二次世界大戦中にピエールがパリで数か月間召集され、その間アレクシーナがピエールの画廊を運営した。
1949年、画家ロベルト・マッタの前妻パトリシアとピエールが不倫したことにより、2人は離婚した。その後の離婚調停で、アレクシーナはピエールが保有していた絵画の一部を受け取った。
アレクシーナは、師のブランクーシやジョアン・ミロなどの代理人やブローカーとして働いていたこともあった。

## マルセル・デュシャンとの結婚
1951年の秋、ドロテア・タニングの招きでニュージャージー州ハンタードン郡に旅行し、そこでマルセル・デュシャンと再会して、すぐに恋愛関係になった。2人にはチェスという共通の趣味があった。2人は1954年1月16日にニューヨークで結婚した。2人はニューヨークとパリの2箇所を拠点として生活し、1958年頃からはスペイン・カダケスのコスタ・ブラバで夏を過ごすようになった。
1968年にマルセルと死別した。マルセルの死後はパリ近郊のヴィリエール＝ス＝グレに移り住んだ。ジャスパー・ジョーンズ、リチャード・ハミルトン、ジャンフランコ・バルチェロ、作曲家ジョン・ケージ、振付師マース・カニングハムなどのマルセルの友人たちとの親交を深めつつ、マルセルの人生と作品に関する資料を収集した。
1968年、息子のポール・マティス、キュレーターのアン・ダーノンコートと協力して、マルセルの遺作『（1）落下する水、（2）照明用ガス、が与えられたとせよ』のフィラデルフィア美術館への設置を監督した。その後も同美術館の名誉評議員を務め、同美術館に常設展示されているデュシャン作品のコレクションの拡充に貢献し、世界最大のコレクションに発展させた。
1995年12月20日にヴィリエール＝ス＝グレの自宅で死去し、ルーアンにあるマルセルと同じ墓に埋葬された。